# Porkeri
Porkeri [ˈpʰɔɻtʃʰɹɪ] (dänischer Name: Porkere) ist ein Ort der Färöer auf der südlichsten Insel Suðuroy und gilt als eine der schönsten Ortschaften der Färöer.
Die Kommune Porkeri ist mit dem Ort identisch. Der Ort Porkeri liegt im Eingangsbereich des Fjords Vágsfjørður am Nordufer. Die Siedlungsgeschichte Porkeris geht mindestens zurück auf das 13. Jahrhundert.
Die heutige Holzkirche stammt von 1847. 1888 folgte die Schule, die seit dem Neubau der Schule von 1984 ein Museum beherbergt.
Westlich von Porkeri liegt die Stadt Vágur in unmittelbarer Nachbarschaft.

## Namensherkunft
Die Sage berichtet, dass die ersten Menschen, die sich an dem Ort  niederließen, der jetzt Porkeri heißt, eine Steinmauer um ein Stück Land errichteten und es bebauten. Bei dieser Arbeit fand man in der Erde kleine Knochen von Schweinefüßen („purka“, pl. „purkur“, färöisch (veraltet) für „Schwein“).  Daher erhielt die Ortschaft den Namen „Purku-gerði“,  das heißt „umfriedetes Grundstück für Schweine“, woraus später Porkeri wurde. Eine andere Sage berichtet, ein Wikingerhäuptling aus Hov habe an diesem Ort Schweine gehalten.

## Geschichte
In der Umgebung von Porkeri gibt es viele Ruinen, die auf eine Besiedelung im 7. Jahrhundert hindeuten können. Möglicherweise haben einst irische Mönche dort gewohnt. 2002 haben Archäologen neben der Kirche Hinweise für eine Wikingersiedlung gefunden. Weitere Ausgrabungen sind geplant.

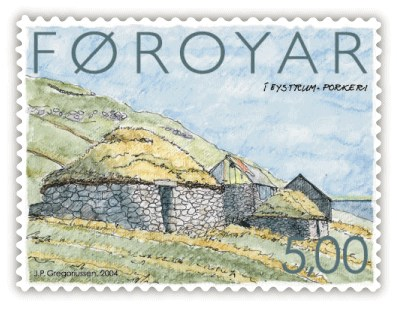
Í Eystrum, alter Bauernhof mit Steinhäusern. Briefmarke von 2004

Die erste schriftliche Erwähnung Porkeris findet sich im so genannten „Hundabræv“ des „Kongsbók“ (Königsbuch) von ca. 1350, wo ein örtlicher Hundebesitzer erwähnt wird. Man nimmt an, dass es bis zur neueren Zeit in der Gegend nur wenige Steinhäuser mit Grasdach gab. Einzigartig für die Färöer ist, dass sich in Porkeri zwei Steinhäuser aus dem 16. Jahrhundert erhalten haben. Neben  den beiden steht ein drittes aus dem 19. Jahrhundert, das aktuell restauriert wird. Wenn alle drei Häuser wiederhergestellt sind, werden sie für die Färöer eine Attraktion darstellen.
1801 lebten in der Ortschaft 95 Einwohner in 16 Häusern. 1950 hatte der Ort 461 Einwohner und 2002 lebten ca. 400 Einwohner in Porkeri. Das heutige Porkeri besteht vor allem aus Häusern, die in dem Zeitraum von ca. 1890 bis heute entstanden sind. Vor allem in den 1980er Jahren wurden rings um den alten Ortskern viele neue Häuser gebaut.
Die meisten Familien lebten von den  Erträgen des Meeres, vor allem von der Fischerei mit Ruderbooten, vom Vogelfang, Grindwalfang und vom Torftransport. Die Torfboote wurden oft überladen. Noch 1952 verunglückte ein überladenes Torfboot bei ruhiger See. Alle vier Mann an Bord ertranken. Viele Fischer und Seeleute aus Porkeri sind im Laufe der Zeiten auf See geblieben. Oberhalb des Ortes erinnert ein Denkmal an sie.
Porkeri wurde dafür bekannt, dass seine Männer seit ungefähr 1880 mit Schonern und Kuttern auf Fischfahrt nach Island, Grönland und Neufundland fuhren. Entweder fuhren sie auf eigenen Schiffen oder als Fischer und Steuermänner auf fremden. Das brachte so gute Erträge, dass viele sich ein eigenes Haus bauen konnten.  Noch immer kann man die einheitlich gebauten „Skipperhäuser“ sehen, die in einer langen Reihe vom Hafen bis zum Zentrum des Ortes stehen. Alle wurden zwischen 1900 und 1935 gebaut. Die Häuser sind unterschiedlich angestrichen, wodurch ein malerisches Bild entsteht.

## Porkeri heute
Das heutige Porkeri ist zum Teil immer noch ein Seefahrerort. Viele Nachkommen der Fischer, Steuermänner und Skipper haben noch die gleichen Aufgaben, jedoch nun in der modernen Fischerei- und Handelsflotte. Ein Teil der heutigen Einwohner verdient seinen Lebensunterhalt mit Dorschfischerei und der Verarbeitung von Dorsch und Fjordlachs.
Die Ortschaft galt als einer der besten Orte für Getreideanbau. Bis in die 1950er Jahre  besaßen die meisten Familien eine Kuh. Da die Färöer inzwischen in  Tórshavn eine Molkerei bekommen hatten, gab man die Kuhhaltung auf und hielt seit den 1960er Jahren nur noch Schafe, vor allem für den eigenen Bedarf.

## Sehenswertes
Im August herrscht im Ort eine ganz besondere Stimmung. Alle sind mit der Heuernte in der Innenmark beschäftigt, vom Hütehund bis zur „Omma“ (Oma) und zum „Abbi“ (Opa).

Das Innere der Holzkirche

Die Kirche von Porkeri wurde 1847 im traditionellen färöischen Stil erbaut. Auch der Innenraum ist sehenswert. Wenn die Kirchentüre abgeschlossen ist, wende man sich an den Kaufmann oder an die Passanten.
Die erste Schule des Ortes wurde 1888 errichtet. Vorher wurden die Kinder privat unterrichtet. Von 1897 bis 1903 bestand in dem Schulgebäude auch eine Navigationsschule mit Abendunterricht. Der Schullehrer Dánjal Ungagarði unterrichtete sowohl die Schulkinder als auch an die angehenden Steuermänner. 2004 wurde die Schule restauriert, und ihr Inneres erhielt wieder das Aussehen von 1900. Alle Räume außer der alten Schulstube werden als Ortsmuseum genutzt.

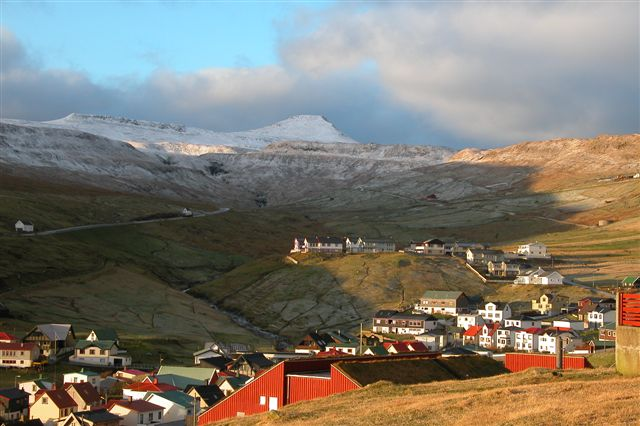
Porkeri im Winter, die Schule im Vordergrund

Die neue Schule, die 1984 errichtet wurde, ist im modernen färöischen Stil mit Grasdach erbaut. Nach dem Abschluss der 7. Klasse müssen die Schüler aus Porkeri die Fólkaskúli (Volksschule) in Vágur besuchen. In Vágur befindet sich auch das Gymnasium für Suðuroy.
Porkeri besitzt, entsprechend seiner Einwohnerzahl, einige Geschäfte, z. B. einen Supermarkt mit Kolonialwaren, Haushaltsgeräten und Manufakturwaren. Zu empfehlen ist auch ein Besuch beim örtlichen Herren- und Damenfriseur, wenn man nach einem Qualitäts-Haarschnitt oder einem anderen Haarstyling zu angemessenen Preisen sucht, wobei man eine eindrucksvolle Aussicht genießen kann.